# Flint (Michigan)
Flint è una città e capoluogo di contea della contea di Genesee, Michigan, Stati Uniti d'America.
Situata lungo il fiume Flint, 66 miglia (106 km) a nord-ovest di Detroit, è una città principale all'interno della regione conosciuta come Mid Michigan. Secondo il censimento del 2020, Flint ha una popolazione di 94 762 abitanti, che la rende la settima città più grande del Michigan. L'area metropolitana di Flint si trova interamente all'interno della contea di Genesee. È la quarta area metropolitana più grande del Michigan con una popolazione di 406 892 abitanti nel 2020.
Flint fu fondata come villaggio dal commerciante di pellicce Jacob Smith nel 1819; costituitasi come città nel 1855, divenne un importante centro industriale lungo lo storico Saginaw Trail durante il XIX secolo. Dalla fine del XIX secolo alla metà del XX secolo, la città si specializzò nella produzione di carrozze e in seguito di automobili, guadagnandosi il soprannome di "città dei veicoli". La General Motors (GM) è stata fondata a Flint nel 1908 e la città è diventata un sito produttivo delle sue controllate Buick e Chevrolet, soprattutto tra la fine della seconda guerra mondiale e la recessione dei primi anni '80. Flint fu anche la sede di uno sciopero sit-down nel 1936-37, che svolse un ruolo fondamentale nella formazione della United Auto Workers (il sindacato unitario statunitense del settore automobilistico).
Dalla fine degli anni '60 Flint passò dal vantare un altissimo reddito pro capite all'affrontare diverse crisi: la città ha subito una recessione economica dopo che GM ha ridotto significativamente la sua forza lavoro nell'area dagli 80 000 impiegati del 1978 ai meno di 8 000 del 2010. Di riflesso dal 1960 al 2010 la popolazione della città si è quasi dimezzata, passando da 196 940 a 102 434 abitanti. La "fuga" di residenti e la depressione economica fecero sì che, a metà degli anni 2000, Flint raggiungesse elevati tassi di criminalità, facendola ripetutamente classificare tra le città più pericolose degli Stati Uniti. Inoltre la città è andata in dissesto finanziario dal 2002 al 2004 e di nuovo dal 2011 al 2015, dovendo pertanto essere affidata all'amministrazione di commissari per il risanamento dei conti pubblici.
Un'ulteriore crisi si ebbe nel 2014, quando la città decise di non approvvigionarsi più di acqua potabile dal lago Huron, ma di attingerla dal Flint River (il fiume che attraversa la città), il cui corso è però fortemente inquinato, al punto da rendere il liquido altamente corrosivo. La mancata predisposizione di adeguati impianti di depurazione, unita alle rassicurazioni delle autorità sull'inesistenza di rischi, causarono gravi danni alla popolazione: negli anni seguenti crebbero in modo esponenziale le intossicazioni da piombo (aggravate dalla vetustà dell'impianto idrico, le cui tubature erano spesso costruite con questo metallo), che causarono anche danni neurologici permanenti ai bambini. Solo nel 2019 la città fu nuovamente allacciata a una fonte di acqua pulita, oltre all'ammodernamento degli impianti: tuttavia lo scandalo ha alimentato la sfiducia nelle autorità pubbliche.

## Geografia fisica
È posizionata lungo il fiume Flint, a 106 chilometri a nord-ovest di Detroit.

## Storia
Fu fondata nel 1819 su un territorio abitato originariamente dai nativi americani Ojibway. L'incremento demografico della città fece il maggior balzo all'inizio del XX secolo, portandola a quasi 200.000 abitanti negli anni sessanta, grazie all'industrializzazione soprattutto nel settore automobilistico.
Con la deindustrializzazione verificatasi degli ultimi vent'anni del XX secolo, Flint conobbe sia una flessione demografica sia un aumento della disoccupazione e della criminalità, tali che una recente statistica di Forbes l'ha definita come una delle città meno vivibili degli USA. Inoltre dal 2014 fino al 2019 ha subito una grave crisi idrica.

### XIX secolo: il legname e gli inizi dell'industria automobilistica
Nel 1819, Jacob Smith, un commerciante di pellicce in rapporti cordiali sia con l'Ojibwe locale che con il governo territoriale, fondò una stazione commerciale presso la Grand Traverse del fiume Flint. In diverse occasioni, Smith ha negoziato scambi di terra con l'Ojibwe per conto del governo degli Stati Uniti ed è stato molto apprezzato da entrambe le parti. Smith ha distribuito molte delle sue proprietà ai suoi figli. Come tappa ideale sulla rotta terrestre tra Detroit e Saginaw, Flint crebbe in un piccolo ma prospero villaggio e fu incorporato nel 1855. Il censimento degli Stati Uniti del 1860 indicava che la contea di Genesee aveva una popolazione di 22 498 dei 750 000 del Michigan.
Nella seconda metà del XIX secolo, Flint divenne un centro dell'industria del legname del Michigan. I proventi del legname hanno finanziato la creazione di un'industria locale di fabbricazione di carrozze. Quando le carrozze trainate da cavalli lasciarono il posto alle automobili, Flint divenne naturalmente uno dei principali attori della nascente industria automobilistica. La Buick Motor Company, dopo un rudimentale inizio a Detroit, si trasferì presto a Flint. La candela AC è nata a Flint. Questi sono stati seguiti da diversi marchi automobilistici ormai defunti come i marchi Dort, Little, Flint e Mason. Anche il primo (e per molti anni il principale) stabilimento di produzione Chevrolet si trovava a Flint, sebbene il quartier generale della Chevrolet fosse a Detroit. Per un breve periodo, tutte le Chevrolet e le Buick furono costruite a Flint.

### Inizio e metà del XX secolo: l'industria automobilistica prende forma
Nel 1904, l'imprenditore locale William C. Durant fu assunto per gestire la Buick, che divenne il più grande produttore di automobili nel 1908. Nel 1908, Durant fondò la General Motors, presentando documenti di costituzione nel New Jersey, con sede a Flint. GM trasferì la sua sede a Detroit a metà degli anni '20. Durant ha perso il controllo di GM due volte durante la sua vita. Nella prima occasione, fece amicizia con Louis Chevrolet e fondò Chevrolet, che fu un successo travolgente. Ha usato il capitale di questo successo per riacquistare il controllo delle azioni. In seguito ha perso di nuovo il controllo decisivo, in modo permanente. Durant ha subito una rovina finanziaria nel crollo del mercato azionario del 1929 e successivamente ha gestito una pista da bowling a Flint fino al momento della sua morte nel 1947.
I sindaci della città furono presi di mira per il richiamo due volte, il sindaco David Cuthbertson nel 1924 e il sindaco William H. McKeighan nel 1927. I sostenitori del richiamo in entrambi i casi furono incarcerati dalla polizia. Cuthbertson aveva fatto arrabbiare il KKK con la nomina di un capo della polizia cattolico. Il KKK ha guidato lo sforzo di richiamo e ha sostenuto Judson Transue, il successore eletto di Cutbertson. Transue tuttavia non ha rimosso il capo della polizia. McKeighan sopravvisse al suo richiamo solo per affrontare accuse di cospirazione nel 1928. McKeighan era sotto inchiesta per una moltitudine di crimini che fecero arrabbiare i leader della città abbastanza da spingere per cambiamenti nello statuto della città.
Nel 1928, la città ha adottato una nuova carta della città con una forma di governo del consiglio-manager. Successivamente, McKeighan diresse la "lista verde" dei candidati che vinsero nel 1931 e nel 1932 e fu eletto sindaco nel 1931. Nel 1935, i residenti della città approvarono un emendamento allo statuto che istituiva la Commissione per il servizio civile.
Nell'ultimo secolo, la storia di Flint è stata dominata sia dall'industria automobilistica che dalla cultura automobilistica. Durante lo sciopero Sit-Down del 1936-1937, la neonata United Automobile Workers trionfò sulla General Motors, inaugurando l'era dei sindacati. La riuscita mediazione dello sciopero da parte del governatore Frank Murphy, culminata in un accordo di una pagina che riconosce l'Unione, ha iniziato un'era di organizzazione di successo da parte dell'UAW. La città è stata un importante contributore di carri armati e altre macchine da guerra durante la seconda guerra mondiale grazie ai suoi ampi impianti di produzione. Per decenni, Flint è rimasta politicamente significativa come un importante centro abitativo e per la sua importanza per l'industria automobilistica.
Una nave mercantile che prende il nome dalla città, la SS City of Flint fu la prima nave statunitense ad essere catturata durante la seconda guerra mondiale nell'ottobre 1939. La nave fu successivamente affondata nel 1943. L'8 giugno 1953, un grande e violento tornado F5 ha colpito in pieno la città, uccidendo 116 persone.
La popolazione della città ha raggiunto il picco nel 1960 a quasi 200 000 abitanti, quando era la seconda città più grande dello stato. I decenni degli anni '50 e '60 sono visti come l'apice della prosperità e dell'influenza di Flint. Sono culminati con l'istituzione di molte istituzioni locali, tra cui in particolare il Flint Cultural Center. Questo punto di riferimento rimane una delle principali attrazioni commerciali e artistiche della città fino ad oggi. L'aeroporto della città era il più trafficato del Michigan per United Airlines, secondo solo all'aeroporto metropolitano di Detroit, con voli verso molte destinazioni nel Mid-West e nel Mid-Atlantic.

### Fine del XX secolo: deindustrializzazione e cambiamenti demografici
Dalla fine degli anni '60 alla fine del XX secolo, Flint ha sofferto di disinvestimento, deindustrializzazione, spopolamento, degrado urbano, nonché alti tassi di criminalità, disoccupazione e povertà. Inizialmente, questo ha preso la forma di "fuga bianca" che ha afflitto molte città e città americane industrializzate urbane. Dato il ruolo di Flint nell'industria automobilistica, questo declino è stato esacerbato dalla crisi petrolifera del 1973 con l'impennata dei prezzi del petrolio e la successiva perdita di quote di mercato dell'industria automobilistica statunitense per le importazioni, poiché i produttori giapponesi stavano producendo automobili con un migliore risparmio di carburante.
Negli anni '80, il tasso di deindustrializzazione accelerò di nuovo con l'occupazione locale di GM che scese da un massimo del 1978 di 80 000 a meno di 8 000 entro il 2010. Solo il 10% della forza lavoro manifatturiera dal suo apice rimane a Flint. Molti fattori sono stati incolpati, tra cui l'esternalizzazione, l'offshoring, l'aumento dell'automazione e il trasferimento di posti di lavoro in fabbriche non sindacalizzate negli stati che lo permettono e in paesi stranieri.
Questo declino è stato evidenziato nel film Roger & Me di Michael Moore (il titolo si riferisce a Roger B. Smith, CEO di General Motors negli anni '80). Anche evidenziato nel documentario di Moore è stato l'incapacità dei funzionari della città di invertire le tendenze con opzioni di intrattenimento (ad esempio l'AutoWorld ora demolito) durante gli anni '80. Moore, originario di Davison (un sobborgo di Flint), ha rivisitato Flint nei suoi film successivi, tra cui Bowling for Columbine, Fahrenheit 9/11 e Fahrenheit 11/9.

### 21 ° secolo

#### Prima emergenza finanziaria: 2002–2004
Nel 2002, Flint aveva accumulato 30 milioni di dollari di debiti. Il 5 marzo 2002, gli elettori della città hanno richiamato il sindaco Woodrow Stanley. Il 22 maggio, il governatore John Engler ha dichiarato l'emergenza finanziaria a Flint e l'8 luglio lo stato ha nominato un manager finanziario dell'emergenza, Ed Kurtz. Il responsabile finanziario dell'emergenza ha sostituito il sindaco provvisorio, Darnell Earley, nella posizione di amministratore della città.
Nell'agosto 2002, gli elettori della città hanno eletto l'ex sindaco James Rutherford per terminare il resto del mandato di Stanley. Il 24 settembre, Kurtz ha commissionato a una società di consulenza e contabilità esterna uno studio sugli stipendi e sui salari per alti funzionari della città. Il manager finanziario ha quindi installato un nuovo programma di applicazione del codice per le ispezioni annuali degli affitti e le demolizioni di emergenza. L'8 ottobre, Kurtz ha ordinato tagli agli stipendi del sindaco (da 107000 $ a 24000 $) e dei membri del Consiglio comunale (da 23000 $ a 18000 $). Ha anche eliminato i benefici assicurativi per la maggior parte dei funzionari. Dopo aver speso 245.000 dollari per combattere l'acquisizione, il consiglio comunale ha posto fine alle cause il 14 ottobre. Subito dopo, il 16 ottobre, il manager ha messo in atto un nuovo piano finanziario provvisorio. Questo piano ha avviato controlli su assunzioni, viaggi notturni e spese da parte dei dipendenti comunali. Il 12 novembre, Kurtz ha ordinato al consiglio di amministrazione della città di sospendere le prestazioni pensionistiche insolite, che avevano ridotto alcune pensioni del 3,5%. Kurtz ha cercato il ritorno dei pagamenti in eccesso al fondo pensione. Tuttavia, a dicembre, il procuratore generale dello stato ha dichiarato che i gestori finanziari di emergenza non hanno autorità sul sistema pensionistico. Con le trattative contrattuali in fase di stallo, Kurtz ha dichiarato che devono esserci tagli o licenziamenti per i dipendenti sindacali. Nello stesso mese, i centri ricreativi della città furono temporaneamente chiusi.
Le misure di emergenza sono proseguite nel 2003. A maggio, Kurtz ha aumentato dell'11% le bollette dell'acqua e delle fognature e ha chiuso le attività dell'ufficio del difensore civico. A settembre, il più grande sindacato della città ha concordato un taglio dello stipendio del 4%. A ottobre, Kurtz si è mosso a favore di miglioramenti delle infrastrutture, autorizzando 1 milione di dollari in progetti di fognature e strade. Don Williamson è stato eletto sindaco a tempo pieno e ha prestato giuramento il 10 novembre. A dicembre, gli audit della città hanno riportato quasi 14 milioni di dollari di riduzione del deficit cittadino. Per l'anno di bilancio 2003-2004, le stime hanno ridotto tale importo tra 6 milionie 8 milioni di dollari.
Con la pressione di Kurtz per i grandi licenziamenti e la sostituzione del consiglio il 17 febbraio 2004, il Consiglio per i pensionati della città ha accettato quattro proposte che riducono l'importo del contributo della città nel sistema. Il 24 marzo, Kurtz ha indicato che avrebbe aumentato la paga del consiglio comunale e del sindaco e, a maggio, Kurtz ha licenziato 10 lavoratori come parte di 35 tagli di posti di lavoro per il bilancio 2004-05. Nel giugno 2004, Kurtz riferì che l'emergenza finanziaria era finita.

#### Riqualificazione
Nel novembre 2013, l'American Cast Iron Pipe Company, una società con sede a Birmingham, in Alabama, è stata la prima a costruire un impianto di produzione nell'ex sito di Flint a Buick City, acquistando la proprietà dal RACER Trust.[28] Dal punto di vista commerciale, le organizzazioni locali hanno tentato di unire le proprie risorse nel quartiere centrale degli affari e di espandere e rafforzare l'istruzione superiore presso quattro istituzioni locali. Esempi dei loro sforzi includono quanto segue:
Luoghi d'interesse come l'edificio della First National Bank sono stati ampiamente rinnovati, spesso per creare loft o spazi per uffici, e le riprese del film Semi-Pro di Will Ferrell hanno portato a lavori di ristrutturazione al Capitol Theatre.
Il Paterson Building a Saginaw e Third Street è di proprietà della famiglia Collison, Thomas W. Collison & Co., Inc., da 30 anni. L'edificio è ricco di Art Deco sia all'interno che all'esterno. L'edificio ospita anche un proprio garage al piano inferiore, che fornisce un parcheggio custodito riscaldato agli inquilini dell'edificio Paterson.
Nel 2004, University Park, la prima comunità residenziale pianificata a Flint in oltre 30 anni, è stata costruita a nord della Fifth Avenue, fuori da Saginaw Street, l'arteria principale di Flint.
Fondazioni locali hanno finanziato la ristrutturazione e la ristrutturazione di Saginaw Street e hanno iniziato a lavorare per trasformare University Avenue (precedentemente nota come Third Avenue) in un "corridoio universitario" lungo un miglio che collega l'Università del Michigan-Flint con la Kettering University.
L'Atwood Stadium, situato su University Avenue, è stato oggetto di ampi lavori di ristrutturazione e il progetto Cultivating Our Community ha progettato 16 diverse località come parte di un progetto di abbellimento da 415600 $.
Wade Trim e Rowe Incorporated hanno effettuato importanti lavori di ristrutturazione per trasformare i blocchi vuoti del centro di Flint in centri commerciali, di intrattenimento e abitativi. WNEM-TV, una stazione televisiva con sede a Saginaw, utilizza lo spazio nell'edificio Wade Trim di fronte a Saginaw Street come studio secondario e redazione.
Il Durant Hotel, un tempo di proprietà della United Hotels Company, è stato trasformato in un misto di spazi commerciali e appartamenti destinati ad attirare giovani professionisti o studenti universitari, con 93 unità.
Nel marzo 2008, la Crim Race Foundation ha presentato un'offerta per acquistare il Character Inn vacante e trasformarlo in un centro fitness e fare una ristrutturazione multimilionaria.
Simile a un piano a Detroit, Flint sta abbattendo migliaia di case abbandonate per creare immobili disponibili. A giugno 2009, circa 1 100 case sono state demolite a Flint, con un funzionario che stima che altre 3 000 dovranno essere abbattute.

#### Seconda emergenza finanziaria: 2011–2015
Il 30 settembre 2011, il governatore Rick Snyder ha nominato un team di otto membri per esaminare lo stato finanziario di Flint con una richiesta di riferire entro 30 giorni (metà del tempo legale per una revisione). L'8 novembre, il sindaco Dayne Walling ha sconfitto lo sfidante Darryl Buchanan con 8 819 voti (56%) a 6 868 voti (44%). Lo stesso giorno, il comitato di revisione dello stato del Michigan dichiarò che Flint si trovava in uno stato di "emergenza finanziaria del governo locale" raccomandando allo stato di nominare nuovamente un responsabile delle emergenze. Il 14 novembre, il Consiglio comunale ha votato 7 a 2 per non appellarsi alla revisione dello stato con il sindaco Walling che ha approvato il giorno successivo. Il governatore Snyder ha nominato Michael Brown responsabile delle emergenze della città. Il 2 dicembre, Brown ha licenziato un certo numero di alti amministratori. La paga e i benefici dei funzionari eletti di Flint sono stati automaticamente rimossi.[40] L'8 dicembre, l'ufficio del difensore civico e la Commissione per il servizio civile sono stati eliminati da Brown.
Il 16 gennaio 2012, i manifestanti contro la legge sul gestore delle emergenze, compresi i residenti di Flint, hanno marciato vicino alla casa del governatore. Il giorno successivo, Brown ha presentato allo Stato un piano finanziario e operativo come previsto dalla legge. Il mese successivo, ogni rione della città ha tenuto una riunione di impegno della comunità ospitata da Brown. Il 7 marzo il governatore Snyder ha inviato un messaggio di sicurezza pubblica in tutto lo stato dal municipio di Flint che includeva l'aiuto per Flint con i piani per la riapertura del blocco di Flint e l'aumento delle pattuglie della polizia di stato a Flint.
Il 20 marzo 2012, giorni dopo la presentazione di una causa da parte del sindacato AFSCME e l'emissione di un ordine restrittivo contro Brown, la sua nomina è risultata in violazione del Michigan Open Meetings Act, e il sindaco Walling e il consiglio comunale hanno avuto poteri restituiti. Lo Stato ha immediatamente presentato un ricorso di emergenza, sostenendo che l'emergenza finanziaria esisteva ancora. Il 26 marzo l'appello fu accolto, riportando Brown al potere. Brown e diversi sindacati hanno concordato nuovi termini contrattuali ad aprile. Brown ha presentato il suo budget per l'anno fiscale 2013 il 23 aprile. Comprendeva tagli in quasi tutti i dipartimenti, inclusi polizia e vigili del fuoco, oltre a tasse più elevate. Un distretto di riabilitazione di proprietà obsolete è stato creato dal manager Brown nel giugno 2012 per 11 proprietà del centro di Flint. Il 19 luglio, il sistema pensionistico cittadino è stato trasferito al Sistema pensionistico dei dipendenti comunali dal consiglio di amministrazione dei pensionati della città, il che ha portato a un ricorso legale.
Il 3 agosto 2012, la Corte Suprema del Michigan ha ordinato al Board of Canvassers statale di certificare un referendum sull'Atto Pubblico 4, l'Emergency Manager Law, per il ballottaggio di novembre. Brown ha compiuto diverse azioni il 7 agosto, inclusa l'assegnazione di 6 milioni di dollari per la sicurezza pubblica e ha venduto le Genesee Towers a un gruppo di sviluppo per $ 1 per demolire la struttura. Il collegio ha certificato la petizione referendaria dell'8 agosto, riportando in vigore la precedente Legge Emergenza Finanziaria. Con Brown in precedenza sindaco provvisorio negli ultimi anni, non era idoneo per essere il direttore finanziario di emergenza. E Kurtz è stato nuovamente nominato direttore finanziario di emergenza dall'Emergency Financial Assistance Loan Board.
Nel settembre 2012 sono state intentate due cause legali, una dal consiglio comunale contro la nomina di Kurtz, mentre un'altra contro lo stato nel tribunale della contea di Ingham, sostenendo che la vecchia legge sui gestori finanziari di emergenza rimane abrogata. Il 30 novembre, il tesoriere di Stato Andy Dillon ha annunciato che l'emergenza finanziaria era ancora in corso e che il responsabile dell'emergenza sarebbe stato ancora necessario.
Michael Brown fu riconfermato responsabile delle emergenze il 26 giugno 2013 e tornò al lavoro l'8 luglio. Flint aveva un deficit previsto di 11,3 milioni di dollari quando Brown fu nominato come gestore delle emergenze nel 2011. La città deve affrontare un deficit combinato di 19,1 milioni di dollari dal 2012, che prevede di prendere in prestito $ 12 milioni per coprire parte di esso. Brown si dimise dalla sua posizione all'inizio di settembre 2013. Gli succedette il manager della città di Saginaw (ed ex sindaco temporaneo di Flint) Darnell Earley.
Earley ha formato un comitato di controllo, con una governance di 23 membri, il 16 gennaio 2014 per rivedere le operazioni della città e per considerare possibili emendamenti alle norme. Il comitato raccomandò che la città fosse trasferita a un governo di consiglio comunale. Sei proposte di modifica della carta furono presentate alla votazione del 4 novembre 2014, con la proposta della commissione di revisione della carta che fu approvata insieme alla riduzione delle nomine del personale del sindaco e agli emendamenti su migliori pratiche di bilancio. Vennero respinte le proposte che avrebbero eliminato alcuni dipartimenti esecutivi, la Commissione per la funzione pubblica e l'ufficio del difensore civico. Flint elesse una Commissione di revisione della Carta di nove membri il 5 maggio 2015.
Con Earley nominato responsabile delle emergenze per le scuole pubbliche di Detroit il 13 gennaio 2015, il consulente finanziario della città Jerry Ambrose venne selezionato per risolvere l'emergenza finanziaria con una conclusione dell'incarico prevista in aprile. Il 30 aprile 2015, lo stato ha spostato la città da un'amministrazione controllata da un gestore di emergenza a un comitato consultivo per la transizione dell'amministrazione controllata. Il 3 novembre 2015, i residenti di Flint elessero Karen Weaver come prima donna sindaco. Il 22 gennaio 2016, il Consiglio consultivo per la transizione al commissariato votò all'unanimità la restituzione di alcuni poteri, tra cui l'autorità di nomina, al sindaco. Il 10 aprile 2018 il Tesoriere di Stato Nick Khouri ha formalmente sciolto il Consiglio di amministrazione del commissariato, restituendo la città al controllo locale.

#### Emergenza idrica
Nell'aprile 2014, per motivi di contenimento della spesa, Flint scelse di distaccare il proprio acquedotto da quello di Detroit (che "pesca" dal lago Huron), attingendo invece dal Flint River. L'acqua di questo fiume è però molto inquinata e quindi corrosiva, ma la città non installò adeguati impianti di depurazione, né informò la popolazione sui rischi: l'allora sindaco si fece anzi riprendere in diretta televisiva mentre attivava le nuove pompe e successivamente bevve in favor di telecamera un bicchiere della nuova acqua. Gli abitanti però si accorsero quasi subito del colore innaturale dell'acqua del rubinetto, ma per oltre un anno le istituzioni rassicurarono la collettività. Dopo aver constatato l'impennata di intossicazioni (soprattutto da piombo, aggravate dalla vetustà dell'acquedotto cittadino) e lo scoppio di un focolaio di legionellosi, alcuni studi indipendenti accertarono la pericolosità dell'acqua. Ciò ha portato a diverse cause legali, alle dimissioni di diversi funzionari, quindici rinvii a giudizio e allo stato di emergenza sanitaria federale per tutta la contea di Genesee; molti furono poi gli abitanti che, per protesta, smisero di pagare le bollette idriche, aggravando le difficoltà finanziarie della città.

## Geografia
Flint si trova nella regione Flint/Tri-Cities del Michigan. La contea di Flint e Genesee può essere classificata come una sottoregione di Flint/Tri-Cities. Si trova lungo il fiume Flint, che scorre attraverso le contee di Lapeer, Genesee e Saginaw ed è lungo 126,0 km.
Secondo lo United States Census Bureau, la città ha un'area totale di 34,06 miglia quadrate (88,21 km²), di cui 33,42 miglia quadrate (86,56 km²>) di terra e 0,64 miglia quadrate (1,66 km²) di acqua. Flint si trova appena a nord-est delle colline di Flint. Il terreno è basso e ondulato lungo i lati sud ed est, e più pianeggiante a nord-ovest.

### Quartieri
Flint ha diversi quartieri raggruppati intorno al centro della città sui quattro lati cardinali. Il quartiere degli affari del centro è incentrato su Saginaw Street a sud del fiume Flint. Appena a ovest, sui lati opposti del fiume, si trovano Carriage Town (a nord) e il Grand Traverse Street District (a sud). Entrambi i quartieri vantano forti associazioni di quartiere. Questi quartieri erano il centro della produzione e dei profitti dell'industria dei trasporti della nazione fino agli anni '20 e sono il sito di molte case vittoriane ben conservate e l'ambientazione dell'Atwood Stadium.
Il corridoio della University Avenue di Carriage Town ospita la più grande concentrazione di abitazioni greche nell'area, con case di confraternite sia della Kettering University che dell'Università del Michigan-Flint. Le case capitolari includono Phi Delta Theta, Sigma Alpha Epsilon, Delta Chi, Theta Chi, Lambda Chi Alpha, Theta Xi, Alpha Phi Alpha, Phi Gamma Delta e Delta Tau Delta.
Appena a nord del centro si trova River Village, un esempio di gentrificazione tramite edilizia popolare a reddito misto. A est della I-475 c'è Central Park e Fairfield Village. Questi sono gli unici due quartieri tra UM-Flint e Mott Community College e godono di forti associazioni di quartiere. Central Park ha pilotato un progetto per convertire i lampioni stradali in LED ed è definito da sette cul-de-sac.
Il North Side e il 5th Ward sono prevalentemente afroamericani, con quartieri storici come Buick City e Civic Park a nord e Sugar Hill, Floral Park e Kent and Elm Parks a sud. Molti di questi quartieri erano i centri originali del primo blues del Michigan. Il South Side, in particolare, è stato anche un centro di migrazione multirazziale dal Missouri, Kentucky, Tennessee e dal profondo sud dalla seconda guerra mondiale. Questi quartieri sono spesso a reddito più basso, ma hanno mantenuto un certo livello di stratificazione economica. L'East Side è il sito dell'Applewood Mott Estate, e del Mott Community College, del Centro Culturale e dell'East Village, una delle aree più prospere di Flint. Il quartiere circostante è chiamato College/Cultural Neighborhood, con una forte associazione di quartiere, un tasso di criminalità più basso e prezzi delle case stabili.
Appena a nord c'è Eastside Proper, conosciuta anche come State Streets, e ha gran parte della comunità ispanica di Flint.[66] Il West Side comprende il luogo principale dello sciopero del 1936-1937, il quartiere di Mott Park, la Kettering University e le storiche Woodcroft Estates, di proprietà di leggendari dirigenti automobilistici e attualmente sede di importanti e storiche famiglie Flint come i Mott, i Manley e gli Smith.
Le strutture associate alla General Motors nel passato e nel presente sono sparse in tutta la città, tra cui GM Truck and Bus, Flint Metal Center e Powertrain South (raggruppate insieme nell'angolo sud-ovest della città); Powertrain North, Flint Tool and Die e Delphi East. L'impianto più grande, Buick City, e le strutture adiacenti sono state demolite.
La metà dei quattordici edifici più alti di Flint furono costruiti negli anni '20. Le Torri Genesee di 19 piani, un tempo l'edificio più alto della città, sono state completate nel 1968. L'edificio è diventato inutilizzato negli anni successivi ed è caduto in grave rovina: un segnale di avvertimento di caduta di detriti è stato messo sul marciapiede di fronte ad esso. Una società di investimento ha acquistato l'edificio per 1 $ ed è stato demolito (per implosione) il 22 dicembre 2013.

### Clima
Tipico del Michigan sudorientale, Flint ha un clima continentale umido (Köppen Dfb) e fa parte della zona 6a di Hardiness USDA. Gli inverni sono freddi, con nevicate moderate e temperature che non salgono sopra lo zero in media 52 giorni all'anno, mentre scendono a 0 °F (−18 °C) o inferiori in media a 9,3 giorni all'anno; le estati sono da calde a calde con temperature superiori a 90 °F (32 °C) in 9,0 giorni. La temperatura media giornaliera mensile varia da 22,4 °F (−5,3 °C) a gennaio a 70,5 °F (21,4 °C) a luglio. Le temperature estreme ufficiali vanno da 108 °F (42 °C) l'8 e 13 luglio 1936 fino a −25 °F (−32 °C) il 18 gennaio 1976 e il 20 febbraio 2015; il record minimo massimo è −4 °F (−20 °C) il 18 gennaio 1994, mentre, al contrario, il minimo record è 79 °F (26 °C) il 18 luglio 1942. Possono passare decenni tra letture di 100 °F (38 °C) o superiore, che si è verificata l'ultima volta il 17 luglio 2012. La finestra media per le temperature gelide va dall'8 ottobre al 7 maggio, consentendo una stagione di crescita di 153 giorni. L'8 giugno 1953, Flint fu colpita da un tornado F5, che causò la morte di 116 persone.
Le precipitazioni sono moderate e in qualche modo distribuite uniformemente durante tutto l'anno, anche se i mesi più caldi sono in media di più, con una media di 31,4 pollici (800 mm) all'anno, ma storicamente vanno da 18,08 pollici (459 mm) nel 1963 a 45,38 pollici (1153 mm) nel 1975. Le precipitazioni nevose, che in genere cadono in quantità misurabili tra il 12 novembre e il 9 aprile (occasionalmente in ottobre e molto raramente a maggio), sono in media di 42,5 pollici (108 cm) a stagione, anche se storicamente vanno da 16,0 pollici (41 cm) nel 1944-45 85,3 pollici (217 cm) nel 2017-18. Un'altezza della neve di 2,5 cm o più si verifica in media 64 giorni, con 53 giorni da dicembre a febbraio.

## Dati demografici
A partire dal censimento del 2010, c'erano 102 434 persone, 40 472 famiglie e 23 949 famiglie residenti in città. La densità di popolazione era di 3 065,1 abitanti per miglio quadrato (1 183,4/km²). C'erano 51 321 unità abitative con una densità media di 1 535,6 per miglio quadrato (592,9/km²). La composizione razziale della città era il 56,6% afroamericano, il 37,4% bianco, lo 0,5% nativo americano, lo 0,5% asiatico, l'1,1% di altre razze e il 3,9% di due o più razze. Ispanici o latini di qualsiasi razza erano il 3,9% della popolazione. I bianchi non ispanici erano il 35,7% della popolazione nel 2010, rispetto al 70,1% nel 1970.
C'erano 40.472 famiglie, di cui il 34,3% aveva figli di età inferiore ai 18 anni che vivevano con loro, il 23,1% erano coppie sposate che vivevano insieme, il 29,0% aveva una capofamiglia donna senza marito presente, il 7,1% aveva un capofamiglia maschio senza moglie presente, e il 40,8% non erano famiglie. Il 33,9% di tutte le famiglie era composto da individui e il 9,8% aveva qualcuno che viveva da solo di 65 anni o più. La dimensione media della famiglia era 2,45 e la dimensione media della famiglia era 3,13.
L'età media in città era di 33,6 anni. il 27,3% dei residenti aveva meno di 18 anni; l'11,3% aveva un'età compresa tra i 18 e i 24 anni; il 25,5% era compreso tra 25 e 44; il 25,1% era compreso tra 45 e 64; e il 10,7% aveva 65 anni o più. La composizione di genere della città era del 48,0% maschile e del 52,0% femminile.
Nel 2016, Niraj Warikoo del Detroit Free Press ha dichiarato che i leader della comunità dell'area hanno affermato che gli ispanici e i latini costituivano quasi il 6% della popolazione della città, mentre la città aveva anche 142 famiglie arabo-americane. Secondo i dati più recenti dell'U.S. Census Bureau, poco più dell'1% della popolazione di Flint è nata al di fuori degli Stati Uniti e oltre i tre quarti di quella popolazione nata all'estero sono diventati cittadini naturalizzati.

## Governo

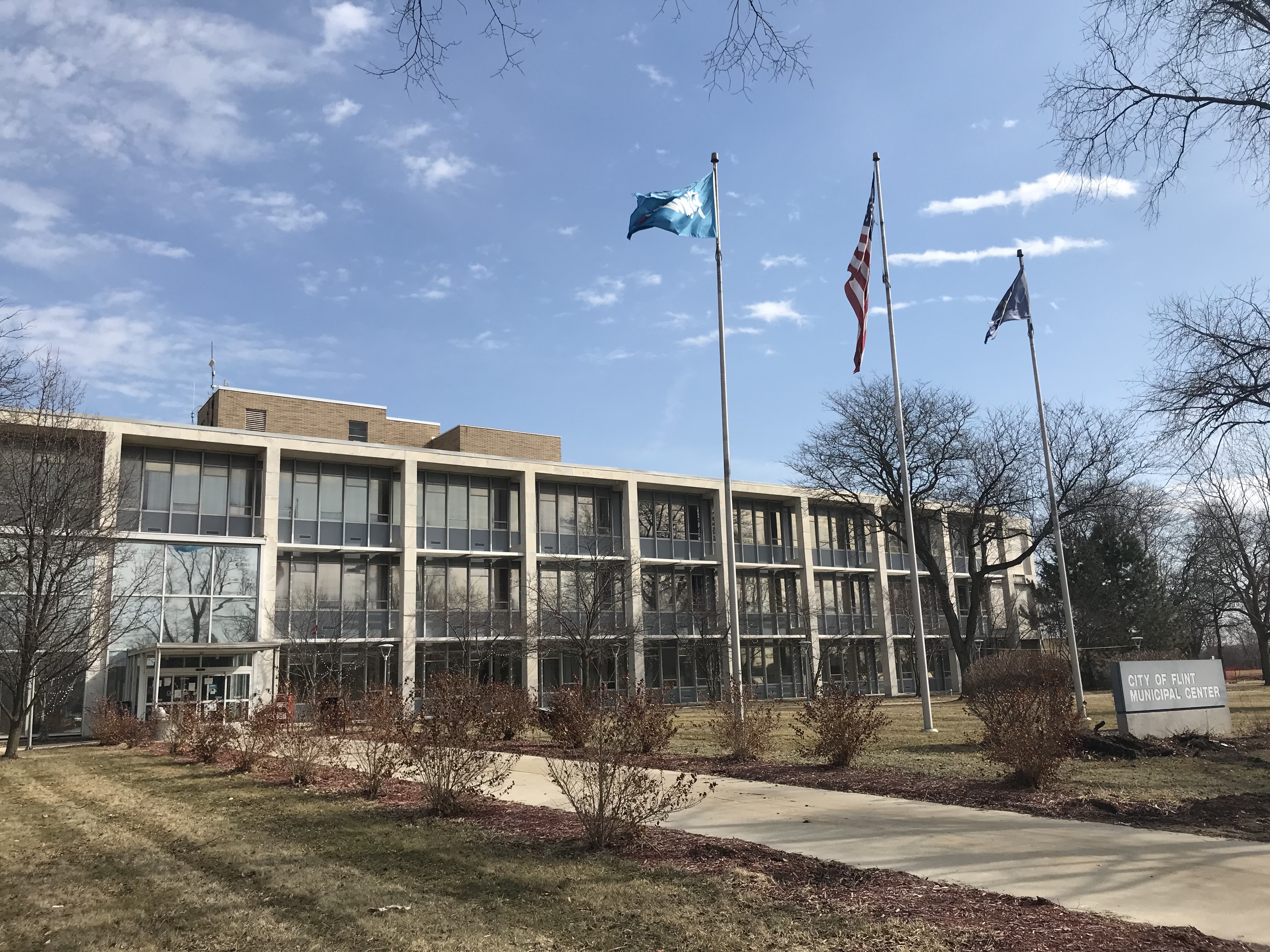
Municipio della città

La città riscuote un'imposta sul reddito dell'1 per cento sui residenti e dello 0,5 per cento sui non residenti. La Carta del 1974 è l'attuale statuto della città che conferisce alla città una forte forma di governo del sindaco. Ha inoltre istituito l'ufficio indipendente nominato del difensore civico, mentre il segretario comunale è nominato esclusivamente dal consiglio comunale. Il consiglio comunale è composto da membri eletti dai nove rioni della città. Una commissione di revisione della carta è attualmente incaricata di rivedere la carta per una revisione completa. La città ha operato sotto amministrazione controllata finanziaria statale dal 30 aprile 2015 al 10 aprile 2018, che ha visto la città sotto un gestore di emergenza poiché lo Stato del Michigan aveva dichiarato lo stato di emergenza finanziaria del governo locale. Il comitato consultivo per la transizione al commissariato aveva l'autorità di ignorare le decisioni del consiglio relative a questioni finanziarie. La città ha operato con almeno quattro statuti (1855, 1888, 1929, 1974).

### Forze dell'ordine
Le forze dell'ordine a Flint sono di competenza del dipartimento di polizia di Flint, dell'ufficio dello sceriffo della contea di Genesee e della polizia di stato del Michigan. Flint è stata costantemente classificata come una delle città più pericolose degli Stati Uniti da più fonti. Dal 2007 al 2009, il crimine violento a Flint è stato classificato tra i primi cinque tra le città degli Stati Uniti con una popolazione di almeno 50 000 persone. Dal 2010 al 2012, Flint si è classificata come la città con il più alto tasso di criminalità violenta tra le città con oltre 100 000 abitanti. Nel 2015, CQ Press (usando le statistiche dell'FBI) ha classificato l'indice di criminalità per Flint come il settimo più alto nelle città con una popolazione superiore a 75 000. Nel 2018, l'FBI ha riferito che Flint è stata classificata come la sesta città più violenta d'America tra quelle con una popolazione di 50 000 o più abitanti nel 2017. Secondo il rapporto, i crimini violenti sono aumentati del 23% rispetto al 2016.

### Politica
La maggior parte dei politici è affiliata al Partito Democratico nonostante le elezioni cittadine siano apartitiche. Nel 2006, Flint era la decima città più liberale degli Stati Uniti, secondo uno studio nazionale condotto dal Bay Area Center for Voting Research, che ha esaminato i modelli di voto di 237 città con una popolazione di oltre 100 000 abitanti.
La città ha eletto Karen Weaver come prima donna sindaco nel 2015. Le succede nel 2020 Sheldon Neeley.

## Amministrazione

### Gemellaggi
- Changchun
- Hamilton
- Kielce
- Togliatti

## Filmografia
Molti dei film documentari di Michael Moore sono stati girati parzialmente anche a Flint, città natale del regista. Il motivo principale riguarda la crisi della disoccupazione occorsa nella città dopo la deindustrializzazione e la chiusura della General Motors. Tra i titoli vanno ricordati Roger & Me, Bestiole da coccole o da macello: il ritorno di Flint, Bowling a Columbine, Capitalism: A Love Story, Fahrenheit 9/11 e Fahrenheit 11/9.
La docu-serie televisiva in otto episodi dal titolo Flint Town, prodotta da Netflix nel 2018, si concentra sui disagi economici e sociali a Flint, visti dalla parte degli uomini e delle donne che proteggono le aree urbane della città, alle prese con povertà, criminalità e la crisi idrica iniziata nel 2014.